# Francisco Malespín
Francisco Malespín (Izalco, Sonsonate, 28 septembre 1806 – San Fernando, Chalatenango, 25 novembre 1846) était un militaire et homme d'État salvadorien. Il fut président de la république de 1844 à 1845.

## Biographie
Malespín fut le chef du parti conservateur. En 1840, il fut nommé commandant des armées. Cette fonction lui permit d’influer sur les décisions des gouvernements de Norberto Ramirez, Juan Lindo, José Escolastico Marin, Juan José Guzman et Fermín Palacios. En février 1841, il demanda à l’assemblée constituante d’approuver le décret de création de l’université du Salvador.
Le 7 février 1844, Fermín Palacios lui céda la présidence. En tant que représentant des conservateurs, il maintint de bonnes relations avec l’évêque de San Salvador, José Jorge Viteri y Ungo. Et en mars 1844, l’assemblée législative décréta le rétablissement des ordres religieux dans le pays, annulant la loi du 26 aout 1830 qui les supprimait.
Pour combattre le gouvernement nicaraguayen, le 25 octobre 1844, Malespín laissa le pouvoir au vice-président, le général Joaquín Eufrasio Guzmán et le commandement de l’armée à son frère Calixto Malespín. Le 15 février 1845, lors de son retour victorieux de la campagne du Nicaragua, le pouvoir annula son élection à la présidence. Il fut remplacé par son vice-président Guzman.
Malespín fuit au Honduras où il reçut la protection du président hondurien, Coronado Chávez. En novembre 1846, il tenta d’envahir le Salvador, pour récupérer la présidence. Alors qu’il marchait vers San Salvador, il fut assassiné dans le village de San Fernando.